# 广东广播电视台珠江经济台
广东广播电视台珠江经济台（简称：珠江经济台），前称珠江经济广播电台，是中国广东广播电视台拥有的一套以粤语广播为主的电台频率，在广东广播电视台系列广播频率中覆盖范围仅次于广东新闻广播，在省内粤语流行区域都有较好的收听效果，曾为广州收听率和听众占有率最高的广播频率，2010年代后被广东广播电视台旗下的羊城交通广播电台和音乐之声反超，其举办的一些活动在广东广播界也有一定的影响力，如“世纪魅力广播人大赛”。目前该台为广东广播电视台旗下各广播频率中唯一不在台呼前报读“广东广播电视台”而是直接报频率名称的电台。

## 历史与发展
前身为1960年5月1日开播的广东电台第二台。1986年12月15日，珠江经济广播电台正式开播，为中国大陆第一家经济广播电台，台名由陈云亲笔题词。该频道是中国大陆第一个采用大版块主持人直播的电台，每逢半点播出新闻，每逢正点播出经济信息，以主持人直播、听众通过热线电话直接参与节目（Phone-in）、大板块内容组合、全天滚动式新闻的全新播出形式，开创了中国广播划时代的发展历程，全国各地纷纷兴起了办系列电台、专业电台的风潮。当时这种创新的播出模式被广播学术界称为“珠江模式”。
2004年8月20日，该频道在深圳转播频率FM 105.7MHz开始以“广东电台南粤之声”为名播出针对深圳听众的节目，呼号为“流行1057”。2010年，该频率更改为与凤凰卫视合作制作节目。
从2018年4月18日起，新增发射103.0MHz作为对珠江口广播的频率。
从2021年3月21日起103.0MHz作为对珠江口广播的频率改为转播广东电台城市之声，但當日中午恢復原有珠江經濟台信號.

## 知名节目
- 珠江第一线：前身为开播于1992年、全省首个公众热线（Phone-in）电台节目《时代潮流》，1997年改为早间新闻节目《珠江第一线》。
- 小说连播：全省最知名、历史最悠久的粤语“讲古”节目。
- 一些事一些情：2003年5月开播的脱口秀节目，深受年轻听众欢迎，2010年一度成为网络节目，2012年重回电台播出。
- 珠江拍案：前身为《以案说法》，是全省最早及最具影响力的电台法律资讯节目。
- 珠江晚高峰

### 已停播
- 《游戏一百分》：1986年12月至1988年12月间播出，是中国内地最早的电台直播游戏节目[4]。
- 《音乐冲击波》：1989年首播，以推介原创粤语歌曲为主的音乐排行榜节目，曾连续三年在广州体育馆举办“音乐冲击波”演唱会。
- 《心灵地图》：2002年至2006年12月间播出，由陈扬主持的夜间清谈节目，因清新疗愈的互动风格受到听众欢迎。
- 《谢亮足球世界》，1990年开播，由著名粤语足球评论员谢亮主持的足球资讯节目，后改版为《体坛360°》《足球第一线》。
- 《为食掌门人》：2002年开播，由郑达主持的电台饮食节目，曾获得全国十佳美食节目金奖，后改版为《美食情报》。
- 《朗少天下》 ：程朗主持的杂志式电台节目。
- 《孖宝制造》：广州电台知名节目《穿梭孖宝》的省台版本，2005年首播。

## 主要发射频率
为节约篇幅，此处仅列出主要发射和转播频率。

### FM广播
- 粤西：92.0MHz
- 粤东：92.4MHz
- 广州、惠州：97.4MHz
- 云浮：98.7MHz
- 珠海：103.8MHz
- 阳江：106.4MHz
- 珠江口及港澳地區：103.0MHz

### AM广播
- 茂名：801kHz
- 湛江：927kHz
- 广州、深圳、珠海、香港、澳门：1062kHz
- 江门：1008kHz、1557kHz
- 梅州、汕头、潮州：747kHz 927kHz

### 有线电视（已于2023年10月14日停播）
- 澳门：78频道（第二声轨，由澳广视转播）

## DJ
- 鄭達
- 黄缨
- 黎婉仪
- 李嘉
- 吴宇帆
- 马毅
- 张淼钧
- 程朗
- 悟空（区艺献）
- 刘颖
- 陈琳
- 胡丹
- 薛琦
- 郑褀霖（郑冰煜）
- 章艺
- 陈俊超
- 紫晴（柯紫晴）